# 梁國棟
梁國棟（16世紀—17世紀），字景升，廣東廣州府香山縣黃梁都乾霧人，明朝、南明政治人物。

## 生平
梁國棟為人機敏廉潔，是天啟四年（1624年）甲子科廣東鄉試第三十名舉人，授彭澤知縣，人民感懷其恩惠，奸民畏懼其威嚴，人稱「鐵面梁公」，崇禎十七年（1644年）北京失陷，流寇紛紛依附，他擒獲偽官三名、偽印兩枚，左夢庚東下經過彭澤，告誡部下說：「此處是梁侯境土，不要騷擾。」永曆年間歷陞禮部祠祭司主事、員外郎、郎中，因母親年老辭官，家居十二年以讀書自娛，七十二歲去世。

## 引用
1. 1 2  光緒《香山縣志·卷十三·列傳》：梁國棟，字景升，黃梁都人 申志，天啟甲子舉人，授彭澤令，廉以持己，敏以御物，民懷其惠，姦畏其威 張府志，咸稱為鐵面梁公，甲申闖賊之變，附逆者蜂起，國棟擒獲偽官三、偽印二，左帥兵所經州縣無不殘掠，及過彭澤，誡曰：「此梁侯境土也，慎無擾。」申志，以母老求歸，家居十二載讀書自樂，年七十有二。 張府志
2. ↑  光緒《香山縣志·卷十一·選舉表》：舉人 明……天啟……梁國棟 字景升，四年甲子科第三十名，彭澤縣知縣，暴志，有傳，陞禮部祠祭司，採訪冊，祝志云黃梁都乾霧人……貢……梁國棟 梁國棟 二年壬戌恩貢，見舉人，子源、泗，暴志，有傳
3. ↑  錢海岳《南明史·卷五十六·列傳第三十二》：同（潘琪）時（永曆）禮部官可紀者：……梁國棟，字景升，香山人。天啟四年舉於鄉。授彭澤知縣，民稱鐵面，擒寇官三。左夢庚兵過，不敢擾。歷祠祭主事、員外郎、郎中。歸，讀書自娛，卒年七十二。